# Gaudichaudia (Malpighiaceae)
Gaudichaudia là một chi thực vật có hoa trong họ Malpighiaceae.

## Loài
Chi Gaudichaudia gồm các loài:

- Gaudichaudia albida Schltdl. & Cham.
- Gaudichaudia andersonii S.L.Jessup
- Gaudichaudia chasei W.R.Anderson
- Gaudichaudia congestiflora A.Juss.
- Gaudichaudia cycloptera (Moc. & Sessé ex DC.) W.R.Anderson
- Gaudichaudia cynanchoides Kunth
- Gaudichaudia diandra (Nied.) Chodat
- Gaudichaudia galeottiana (Nied.) Chodat
- Gaudichaudia hexandra (Nied.) Chodat
- Gaudichaudia implexa S.L.Jessup
- Gaudichaudia intermixteca S.L.Jessup
- Gaudichaudia karwinskiana A.Juss.
- Gaudichaudia krusei W.R.Anderson
- Gaudichaudia mcvaughii W.R.Anderson
- Gaudichaudia mollis Benth.
- Gaudichaudia palmeri S.Watson
- Gaudichaudia subverticillata Rose
- Gaudichaudia symplecta S.L.Jessup
- Gaudichaudia synoptera S.L.Jessup
- Gaudichaudia zygoptera S.L.Jessup